# Un cœur faible
Un cœur faible (Слабое сердце) est une nouvelle de l'écrivain russe Fiodor Dostoïevski parue dans Les Annales de la Patrie en février 1848, t. LVI.

## Les personnages
- Vassia Choumkov : jeune fonctionnaire émotif, né de condition modeste.
- Arcade Ivanovitch Niéfiodiévitch : ami et colocataire du précédent.
- Lizanka Artiémiev : fiancée de Vassia.
- Pétienka : jeune frère de Lizanka, dix ans.
- Mavra : bonne de Vassia et Arcade.
- Julien Mastakovitch : haut fonctionnaire, Vassia et Arcade travaillent dans son service.

## Résumé
Vassia Choumkov annonce à son ami et colocataire Arcade Ivanovitch Niéfiodiévitch qu’il va se fiancer. Il est fou de joie. Arcade, bien que content pour son ami, le ramène à leurs dures réalités de petit fonctionnaire. Qu’importe ! Vassia est tout à sa joie. Il emmène Arcade chez sa fiancée, Lizanka Artiémiev pour le présenter, celui-ci tombe sous le charme de la jeune femme.
Les deux amis rentrent chez eux. Vassia doit maintenant finir un énorme travail de recopie que lui a donné Julien Mastakovitch pour le surlendemain. Il va travailler toute la nuit. Mais le travail n’avance pas. Vassia ne peut pas se concentrer. Son émotivité et son nouveau bonheur le paralysent. Il donne une importance démesurée à ce retard et se culpabilise. Cela se transforme en autodestruction dont Arcade essaie en vain de le sortir. On comprend que Vassia, né de condition modeste, est maintenant fonctionnaire grâce à la bienveillance de Julien Mastakovitch, son excellence, qui, avait décelé en lui des capacités. Il perd la raison à cause de cette reconnaissance qu’il croit trahir du fait de ce retard.
Vassia retourne au bureau chez Julien Mastakovitch. Tous constatent sa folie, qui est de plus sans fondement, puisque ce travail n’étant nullement urgent. Vassia est interné.
Deux années plus tard, Arcade rencontre Lizanka. Elle s’est mariée et a un enfant, mais elle ne s’est pas encore remise du drame.

## Éditions françaises
- Un cœur faible, traduit par Gustave Aucouturier, dans Récits, Chroniques et Polémiques, Paris, Gallimard, Bibliothèque de la Pléiade no 211, 1969 [Réédition 2006].  (ISBN 2-07-010179-7)
- Un cœur faible, traduit par André Markowicz, Arles, Ed. Actes Sud, Collection Babel, 2000.  (ISBN 2 7427 2769 8)